# Wesseln
Wesseln település Németországban, Schleswig-Holstein tartományban. Lakosainak száma 1433 fő (2023. december 31.).

## Népesség
A település népességének változása:
| Lakosok száma | 1167 | 1439 | 1447 | 1411 | 1423 | 1433 |
|               | 1975 | 2017 | 2019 | 2021 | 2022 | 2023 |